# 比利什特
比利什特是阿爾巴尼亞東南部科赤州代沃爾市镇内的城镇及其行政中心。该镇原本为一个独立的市镇，在2015年地方政府改革后称为代沃尔市镇的一个行政分区及其行政中心。该镇也是原代沃尔区的区府。2011年人口普查时居民数量为6,250人。该镇距离希腊边境9公里。

## 外部連結
- 旅游信息 （页面存档备份，存于） （英文）